# Алтын-Булак
Алтын-Булак (кирг. Алтын-Булак) — село в Узгенском районе Ошской области Кыргызстана. Входит в состав Алтын-Булакского аильного округа. Код СОАТЕ — 41706 255 860 01 0

## Население
По данным переписи 2023 года, в селе проживало 905 человек.